# آمریکای شمالی بریتانیا
آمریکای شمالی بریتانیا به مستعمره‌ها و قلمروهای امپراتوری بریتانیا در قاره آمریکای شمالی گفته می‌شده‌است. این اصطلاح اولین بار به‌طور غیررسمی در سال ۱۷۸۳ استفاده شده‌است و تا قبل از گزارش امور آمریکای شمالی انگلیسی‌تبار (۱۸۳۹) که به آن گزارش دورهام هم می‌گویند، استفاده از آن متداول نشد.
در سال ۱۷۷۵ امپراتوری انگلستان، شامل ۲۰ قلمرو در نیمکره غربی و شمال اسپانیای نو می‌شد. این قلمروها عبارت بودند از: نیوفاندلند، روپرتزلند، نوا اسکوشیا، جزیره پرنس ادوارد، مستعمرات سیزده‌گانه (که با بریتانیا جنگیدند و در سال ۱۷۸۳ ملت پیشروی ایالات متحده شدند)، فلوریدای شرقی و غربی و استان کبک.

## تقسیمات اداری
در سال ۱۷۷۵، در آستانه انقلاب آمریکا، آمریکای بریتانیا، جدا از جزایر و ادعاهای هند غربی بریتانیا، شامل ۲۳ سرزمین در نیمکره غربی در شمال شرقی اسپانیای نو بود. این‌ها شامل:
- برمودا
- سرزمین‌های شمالگانی بریتانیا
- فلوریداها (فلوریدای شرقی و غربی، جداگانه اداره می‌شدند)
- ذخیره هند
- نیوفاندلند
- سرزمین شمال غربی
- نووا اسکوشیا
- کبک
- سرزمین روپرت (سرزمین هادسونز بی کمپانی)
- جزیره سنت جان
- مستعمرات سیزده‌گانه (هریک جداگانه اداره می‌شدند)

## مستعمرات آمریکای شمالی بریتانیا
مستعمراتی که پیش از امضای پیمان اورگن در سال ۱۸۴۶ وجود داشتند شامل:
- استان کانادا — (در گذشته کانادای بالا و کانادای پایین)
- نیوفاندلند
- نوا اسکوشیا
- نیوبرانزویک
- جزیره پرنس ادوارد
- سرزمین روپرت
- سرزمین‌های شمالگانی بریتانیا
- ناحیه کلمبیا/کشور اورگن (مشترک با ایالات متحده)

## اداره
علاوه بر دولت‌های استعماری محلی در هر مستعمره، آمریکای شمالی بریتانیا مستقیماً از لندن اداره می‌شد.
از سال ۱۷۸۳ تا ۱۸۰۱، آمریکای شمالی انگلیس توسط وزارت امور داخله و وزیر کشور بریتانیا اداره می‌شد، سپس از سال ۱۸۰۱ تا ۱۸۵۴ زیر نظر دفتر جنگ و وزیر امور خارجه جنگ و مستعمرات اداره می‌شد. هنگامی که دفتر مستعمرات مجدداً تأسیس شد، تحت مسئولیت وزیر مستعمرات بود.
سامانه پستی نیز یک معاون مستقر در آمریکای شمالی بریتانیا داشت و مدیریت آن از لندن بود.

## خوانش بیشتر
- Bailyn, Bernard. The Peopling of British North America: An Introduction (1988) excerpt and text search
- Cooke, Jacob E. Encyclopedia of the North American Colonies (3 vol 1993)
- Foster, Stephen, ed. British North America in the Seventeenth and Eighteenth Centuries (Oxford History of the British Empire Companion) (2014) excerpt and text search; 11 essays by scholars
- Garner, John. The franchise and politics in British North America, 1755–1867 (U of Toronto Press, 1969)
- Gipson, Lawrence Henry. The British Empire Before the American Revolution (15 vol. , 1936–70), extremely comprehensive study; Pulitzer Prize
- Morton, W. L. The Kingdom of Canada: A General History from Earliest Times (1969)
- Savelle, Max. Empires To Nations: Expansion In America 1713–1824 (1974) online